# Gojoseon
Gojoseon o Koyoseon (en hangul, 고조선; en hanja, 古朝鮮; romanización revisada, Gojoseon; pronunciado [ko.dʑo.sʌn]) fue el primer reino en la península de Corea. El término Go- (고, 古), que significa "antiguo", lo distingue de uno de los varios nombres de Joseon.
Durante su primera fase, la capital de Gojoseon se encontraba en Liaoning. Alrededor del año 400 a. C. se trasladó a Pionyang, mientras que en el sur de la península, el Estado Jin surgió por el siglo III. Dangun fue el legendario fundador de Gojoseon.
El territorio de Gojoseon fue invadido por la dinastía Han de China durante la guerra Gojoseon-Han en 108 a. C., que se dice que provocó la desmembración del reino en muchos Estados pequeños, hasta que surgieron los proto-Tres Reinos y marcaron su propio período en la historia de Corea.
Su lenguaje, el idioma goguryeo, era probablemente un antecesor de las lenguas por igual prehistóricas Buyeo, y tal vez una forma de protocoreano.

## Leyenda de la fundación

### Dangun
Dangun Wanggeom es el legendario fundador de Corea. Sin embargo, hay variaciones entre los diferentes textos y tradiciones orales. El cuento más popular es el del mito en Samguk Yusa, una colección de leyendas e historias del siglo XIII. Otro cuento similar se encuentra en otro libro, Jewang Ungi. Según la leyenda, el dios de los Cielos, Hwanin (환인), tuvo un hijo Hwanung (환웅) que descendió a la Montaña Taebaek y fundó la ciudad Sinsi. Hwanung se casó con un oso que se convirtió en una mujer, Ungnyeo (웅녀, literalmente indica la mujer de oso) y engendró a un niño llamado Dangun.
Este cuento sobre Dangun se considera como un mito, pero también se cree que es una integración mítica de los acontecimientos históricos alrededor de la fundación de Gojoseon. Hay varias teorías sobre el origen del mito. Seo y Kang (2002) escriben que el mito de Dangun se basa en la integración de dos tribus diferentes: unas fuerzas invasoras adorando el cielo y una tribu neolítica venerando a los osos, de lo que resulta la fundación de Gojoseon.

### Gija
Gija era un hombre de la dinastía Shang que huyó al parecer a la península coreana en 1122 a. C. durante la decadencia de su país y del que se dice que fundó Gija Joseon. En Corea del Sur, el Reino Unido y los Estados Unidos, la mayoría de los estudiosos creen la relación de Gija con Gojoseon es una fabricación china y Gija no tiene nada que ver con Gojoseon. El libro más antiguo coreano, "Crónica de los Tres Reinos", admitió la existencia de Gija Joseon. El registro histórico de Corea, "Tongsa Kangmok" (東 史綱 目) en 1778 describió las actividades y contribuciones de Gija a Gojoseon como ocho leyes (Beomgeum Paljo, 범금 팔조, 犯禁 八 條), que aparece en Libro de Han. El contenido de las leyes es la evidencia de una sociedad jerárquica y la protección legal de la propiedad privada.

### Wi Man
Wi Man fue un oficial militar de los yan del noreste de China que huyó al norte de la península de Corea en 195 a. C. de la invasión de la dinastía Han. Fundó un principado con capital en Wanggeom-seong, que se cree que está en la región de la actual Pionyang. El texto chino del siglo III Weilüe de los Registros de los Tres Reinos (Sanguozhi) recoge que Wi Man usurpó al rey Jun y asumió así el reinado de Gojoseon.

### Perspectivas académicas
Aunque este tema está en discusión científica, la mitología y la historia del Gojoseon pueden dividirse en tres fases: Dangun, Gija Joseon y Wi Man Joseon.
- Kang & Macmillan (1980), Sohn et al. (1970), Kim J.B. (1980), Han W.K. (1970), Yun N. H. (1985), Lee K.B. (1984), Lee J.B. (1987) consideraron el mito Dangun como un producto nativo de los proto-coreanos, aunque no siempre se asocia con el Gojoseon.[7] Kim J.B. (1987) rechazó la asociación del mito de Dangun con Gojoseon y lo remonta al Neolítico. Sohn et al. (1970) sugirieron que el mito de Dangun está asociado con los dongyi, a quienes consideraban los antepasados de los coreanos. Kim C. (1948) sugirió que el mito de Dangun tenía un origen chino, remontándolo a una tumba de la dinastía Han en la península de Shandong.
- Gardiner (1969), Henderson (1959), McCune (1962) consideraron que el mito de Gija era una confusión posterior. Sohn et al. (1970) descartaron la historia de Gija por considerarla una invención china. Por otro lado, Hatada (1969), otorgó a Gojoseon una identidad china, lo adscribió exclusivamente al mito de Gija y lo trasladó al siglo III a. C.[7] Shim Jae-Hoon (2002) aceptó la migración hacia el este de Gija, pero negó la relación entre Gija y Joseon, sugiriendo que la existencia de Gojoseon no podía extenderse hasta el segundo milenio a. C..[8]
- Kim C.W. (1966), Han W.K. (1970), Choi M.L. (1983, 1984, 1985, 1992), Han W.K. (1984), Kim J.B. (1987), Lee K.B. (1984) aceptaron a Wi Man como una figura histórica.[7] Gardiner (1969) cuestionó la autenticidad del mito de Wi Man, aunque mencionó que hubo interacciones entre Gojoseon y la dinastía Han y disturbios sociales en la zona durante ese periodo.[7]

## Formación
Según los documentos históricos, se estableció tan temprano como el siglo VII a. C. en torno a la bahía de Bohai y comerció con Qi de China. Los clásicos chinos, como Zhan Guo Ce en Memorias históricas, describen a Gojoseon como una región y la designan como el reino desde 195 a. C.
En el siglo IV a. C., otros países con estructuras políticas definidas invadieron con sus ejércitos basados en la tecnología de la Edad del Bronce. Entre ellos, Gojoseon fue el más avanzado de ellos alrededor de la península. La ciudad estado expandió su territorio mediante la incorporación de los vecinos por la alianza o la conquista.
En el siglo siguiente, las ciudades-estados formaron una gran confederación de entidades políticas. Al medida que evolucionaba el territorio y la estructura de Gojoseon, también cambiaron el título y la función del líder, y empezaron a nombrar a su jefe “rey” según la tradición desde la Zhou. Lo que significa igualarse a las fuerzas chinas, por ejemplo, del estado Yan (燕). Los clásicos chinos mencionan la hostilidad entre Gojoseon y Yan (el norte de China). Este conflicto entre los dos países causó a la decadencia de Gojoseon. Sin embargo, Gojoseon parece disfrutar de la próspera civilización de la Edad del Bronce con una estructura social, por ejemplo, la clase de guerreros que contribuyó al desarrollo de Gojoseon, particularmente la expansión al norte.
Alrededor del año 300 a. C., Gojoseon perdió su territorio occidental después de la guerra con Yan, aproximadamente de 2000 li (unos 800 kilómetros). Creen que Gojoseon trasladó entonces la capital a Pionyang.

### Wiman Joseon y la caída
En 195 a. C., el rey de Gojoseon designó a Wiman para defender la frontera occidental este que se había separado de Yan. En 194 se rebeló contra la familia real, por lo que el rey de Jun tuvo que ir al sur de Corea. Comoquiera que Wiman aseguró su poder en el reino, esta época se llama Wiman Joseon
En 109 a. C., Gojoseon invadió la parte oriental del territorio de la dinastía Han, razón por la que el Emperador Wu envió 60.000 soldados a Gojoseon, que derrotaron a Gojoseon y causaron finalmente su caída en 108 a. C. A continuación, los Han de China crearon cuatro feudos. Habiendo perdido su reino en el siglo I, otros reinos nacieron como sucesores de Gojoseon: Buyeo, Okjeo, Dongye, Goguryeo y Baekje, todos con origen en Buyeo.

## Cultura
Se ha descubierto porcelana de nuevo diseño procedente de alrededor del 2000 a. C. Se cree que la gente practicaba la agricultura en la manera tradicional, probablemente en clanes familiares. Se han encontrado refugios rectangulares y dólmenes de gran tamaño en toda la península coreana, con dagas de la Edad del Bronce y espejos. Los dólmenes y las dagas tienen importancia, ya que se han encontrado peculiarmente en Corea y no en China.

### Cerámica de Mumun
En el periodo alfarero de Mumun (1500 - 300 a. C.), la cerámica lisa y tosca sustituyó a la anterior con motivos de peine, posiblemente como resultado de la influencia de las nuevas poblaciones que emigraron a Corea desde Manchuria y Siberia. Este tipo de cerámica suele tener paredes más gruesas y presenta una mayor variedad de formas, lo que indica mejoras en la tecnología de los hornos. A veces se denomina a este periodo la "Edad de Bronce coreana", pero los artefactos de bronce son relativamente escasos y están regionalizados hasta el siglo VII a. C.

### Herramientas de bronce
Se suele decir que el inicio de la Edad del Bronce en la península se sitúa en el año 1000 a. C., pero las estimaciones oscilan entre los siglos XIII y VIII a. C. Aunque la cultura coreana de la Edad del Bronce deriva de Liaoning y Manchuria, presenta una tipología y estilos únicos, especialmente en los objetos rituales.
Hacia el siglo VII a. C., floreció en la península una cultura material de la Edad del Bronce con influencias de Manchuria, Mongolia oriental, así como de Siberia y estilos de bronce escita. Los bronces coreanos contienen un mayor porcentaje de zinc que los de las culturas del bronce vecinas. Los artefactos de bronce, hallados con mayor frecuencia en enterramientos, consisten principalmente en espadas, lanzas, puñales, pequeñas campanas y espejos decorados con motivos geométricos.
El desarrollo de Gojoseon parece vinculado a la adopción de la tecnología del bronce. Su singularidad encuentra su expresión más notable en el tipo idiosincrásico de espadas de bronce, o "dagas en forma de mandolina" (비파형동검, 琵琶形銅劍). La daga en forma de mandolina se encuentra en las regiones de Liaoning, Hebei y Manchuria hasta la península de Corea. Sugiere la existencia de dominios Gojoseon. Sorprendentemente, la forma de la daga "mandolina" de Gojoseon difiere significativamente de los artefactos de espada hallados en China.

### Tumbas

#### Tumbas dolménicas
Los dólmenes megalíticos aparecen en la península coreana y Manchuria en torno a 2000 a. C. y 400 a. C. Hacia 900 a. C., las prácticas funerarias se vuelven más elaboradas, reflejo de la creciente estratificación social. Los Goindol, los sepulcros dolménicos de Corea y Manchuria, compuestos por piedras verticales que sostienen una losa horizontal, son más numerosos en Corea que en otras partes de Asia Oriental. Otras formas nuevas de enterramiento son las cistas de piedra (cámaras funerarias subterráneas revestidas de piedra) y los ataúdes de tinajas de barro. Los objetos de bronce, la cerámica y los adornos de jade recuperados de los dólmenes y las cistas de piedra indican que estas tumbas estaban reservadas a la élite.
Hacia el siglo VI a. C., en los sepulcros dolménicos, así como en cuencos y tazas domésticos, aparecen cerámicas rojas bruñidas, fabricadas con una arcilla fina rica en hierro y caracterizadas por una superficie lisa y brillante.

#### Otros tipos de tumbas
En 1964, mediante una excavación conjunta de China y Corea del Norte, se hallaron en la península de Liaodong la tumba de Gangsang(강상무덤, 崗上墓) y la de Nusang(누상무덤, 樓上墓). Nusang fue hallada antes de la excavación de 1958. Se considera que las tumbas de Gangsang y Nusang son tumbas funerarias de la nobleza local de Gojoseon. Algunos consideran que las tumbas son pruebas de la esclavitud que pudo haber existido, pero otros opinan que las pruebas son inadecuadas y harían falta más para deducir tal conclusión.

### Cultura del hierro
Alrededor de esta época, el estado de Jin ocupaba el sur de la península de Corea. Se sabe muy poco de este estado, salvo que fue el aparente predecesor de las confederaciones de Samhan.
Alrededor del año 300 a. C., el estado de Yan introdujo en Corea la tecnología del hierro. En el siglo II a. C. ya se producía hierro localmente en el sur de la península. Según relatos chinos, el hierro del bajo río Nakdong, en el sureste, era apreciado en toda la península y Japón.

### Poesía
En el libro de Gogeumju(古今注) escrito por Cui Bao(崔豹) del periodo Jin occidental, se dice que la poesía llamada Gonghuyin(箜篌引) o Gongmudohaga(公無渡河歌) es de origen Gojoseon. La poesía es la siguiente:
公無渡河 "No cruces el río, amor mío".
公竟渡河 "Mi amor acabó por cruzar el río".
墮河而死 "Ahora que mi amor se ahoga".
當奈公何 "No hay nada que pueda hacer."

### Cultivos
Se dice que el cultivo de arroz empezó en 1200 a. C. - 900 a. C. a medida que la cultura avanzaba desde China y Manchuria. La gente de Gojoseon cultivó otras plantas como la cebada.

## Proto-Tres Reinos de Corea
De los restos de Gojoseon surgieron numerosos pequeños estados y confederaciones, como Goguryeo, el reino de Buyeo, Okjeo y Dongye. Tres de las comandancias chinas cayeron ante la resistencia local en pocas décadas, pero la última, Nakrang, siguió siendo un importante puesto comercial y cultural hasta que fue destruida por la expansión de Goguryeo en el año 313.
Se dice que Jun de Gojoseon huyó al estado de Jin, en el sur de la península coreana. Jin se convirtió en las confederaciones de Samhan, los inicios de Baekje y Silla, que continuaron absorbiendo la migración del norte. Las confederaciones de Samhan eran Mahan, Jinhan y Byeonhan. El rey Jun gobernó Mahan, que finalmente fue anexionada por Baekje. Goguryeo, Baekje y Silla se convirtieron poco a poco en los Tres Reinos de Corea, que dominaban toda la península hacia el siglo IV.